# Corrector de textos

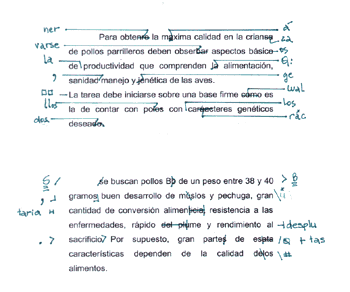
Muestra de corrección de galeras (en el proceso de corrección del texto.

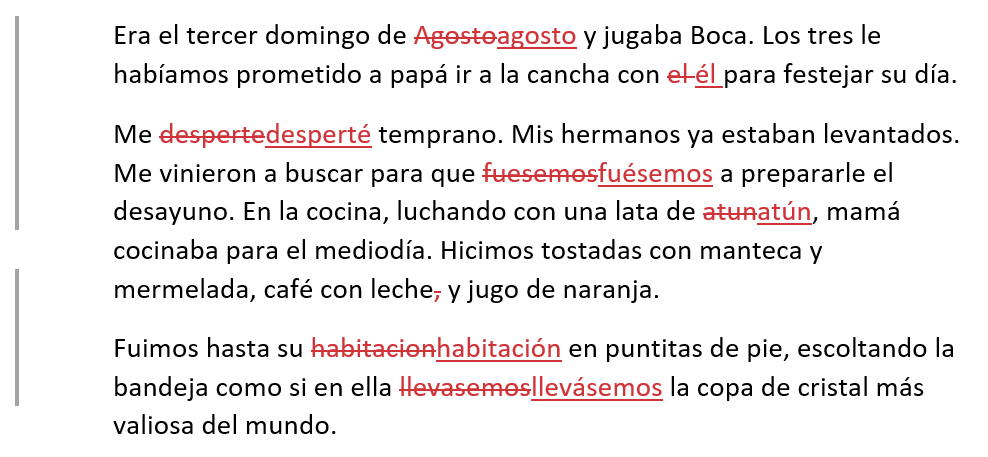
Muestra de corrección con control de cambios, en Word.

Un corrector de textos (también corrector de estilo, corrector de pruebas, corrector de originales, editor o corrector) es el profesional de la edición que revisa y corrige los textos en diversas fases del proceso editorial.

## Corrección de estilo
Es la tarea que consiste en revisar y corregir un manuscrito original con el fin de darle claridad, concisión y armonía, agregando valor al texto y volviéndolo inteligible para el destinatario: el lector. Corrige la ortografía, la gramática, la sintaxis, la ortotipografía, el estilo, el formato de texto y la precisión fáctica (es decir, en los hechos, casi nunca el contenido) del texto de un periódico o un libro antes de que pasen a la etapa de composición tipográfica.[cita requerida]
Dependiendo del tipo de revisión en cuestión, puede ser no solo una revisión del original (gramática, ortografía y redacción), sino también una revisión literaria (estilo y contenido). Por lo general, los lineamientos y criterios característicos de cada texto o editorial, los cuales permiten mantener homologado el lenguaje, tono e identidad, se encuentran contenidos en el manual de estilo.[cita requerida]
En ciertos contextos, el revisor puede convertirse en el profesional a cargo de analizar un texto no solo desde el punto de vista de la ortografía y la gramática, sino también con el objetivo de realizar sugerencias para mejorar su estructura. Una buena revisión literaria tiene en cuenta la posibilidad de alcanzar una lectura más clara, concisa y armónica, y agrega valor al texto.[cita requerida]
De acuerdo con el editor alemán Kurt Wolff,[cita requerida] los requisitos del editor son: un nivel educativo superior al universitario; familiaridad con la literatura universal; capacidad de juicio independiente, bien fundada respecto a los valores literarios, combinada con la capacidad de distinguir lo original y lo imitativo, lo auténtico y lo artificial, y sentido del olfato y comprensión frente a las tendencias visionarias de su tiempo. Según él, el editor también debe ser capaz de expresarse con claridad de forma escrita, de encontrar la forma más adecuada de presentar un autor y un libro a la crítica, a los lectores y a las librerías.[cita requerida]
En inglés, existe una diferencia entre copyediting (corrección de original) y editing (edición que puede cambiar la sustancia del texto).[cita requerida]

## Corrección tipográfica
La corrección tipográfica (antes llamada «revisión de pruebas de galera») es la corrección que realiza un corrector tipográfico en pruebas compuestas según una diagramación y diseño gráfico editorial preestablecidos, antes de que la publicación se imprima.[cita requerida]

## Historia

### Copistas
Durante los siglos XII y XIII aparecieron los copistas, que hacían los libros uno por uno, recogidos en la silenciosa paz de conventos y monasterios, al lado de un maestro que les enseñaba su tarea. La primera cualidad exigida era la disciplina, tanta que se les recomendaba que para tener un buen pulso debían alejarse de cualquier vicio, sobre todo de los excesos en el comer y el beber, así como de tener relaciones con mujeres y distracciones de cualquier tipo; tampoco debían hacer trabajos pesados. Para enmendar los errores de los copistas, aparecieron los correctores, a quienes se les exigía la misma disciplina, además de una cultura muy cercana a la de los sabios.

### Imprenta
Con la aparición de la imprenta, la profesión del corrector tipográfico se volvió esencial no solo por la preservación de la letra y la cultura, sino también porque el cuidado de su tarea podía ahorrar una fortuna, debido al alto costo de corregir las planchas de letras ya armadas. En el caso de que el corrector dejara escapar errores graves, su trabajo no era pagado. Esta posición prominente del corrector se debía también a que en la Edad Media eran realmente pocas las personas que manejaban correctamente el idioma y a que los autores escribían frecuentemente de acuerdo con cómo sonaban las palabras. El editor generalmente era experto en griego y latín, y en las ciencias más importantes de la época: medicina, teología y filosofía.
Por supuesto que para llegar a serlo empezaban como aprendices de un maestro que se dignara aceptarlos. Se les advertía que el tiempo mínimo de aprendizaje, siempre bajo la vigilancia estrecha del maestro, era de siete años. Después de este tiempo ya podían instalar su propio taller, siempre y cuando fuera lejos del de su maestro para no quitarle la clientela ni competir con él. Había que aceptar esa regla ética mínima para merecer el ingreso como aprendiz.

### SiglosXIXyXX
Los desarrollos técnicos y los nuevos tipos de sociabilización hicieron que hacia mediados del siglo XIX y comienzos del siglo XX los periódicos se multiplicasen en variedad y tiradas en todo el mundo. Del mismo modo, los textos literarios dejaron de ser un privilegio, y a través de ediciones económicas, como los folletines, se empezaron a consumir masivamente. Este período coincide con la normativización de la ortografía del español y la escolarización y la alfabetización masiva en España y América Latina. En este contexto, el corrector pasó a tener una preponderancia aún mayor en las redacciones de los periódicos y en las editoriales, y se convirtieron figuras esenciales en todos los procesos de edición (pese a que aún siguieron siendo ignorados por quienes no formaban parte de ese proceso).
A lo largo del siglo XX la figura del corrector estuvo asociada siempre a la lectura minuciosa y detallada tanto de medios gráficos como de libros, aunque rara vez se acercó a otros ámbitos, como a las publicaciones empresariales o la corrección de textos en pantalla de televisión o publicidad. Además, la profesión fue siempre ejercida por periodistas, licenciados en Letras, editores u otras personas con distintas trayectorias académicas, pero nunca se consolidó la "Corrección de Textos" como una carrera formal en ningún país de habla hispana (en Argentina, recién en 1990 se creó Litterae, que actualmente ofrece la carrera con título no oficial en "Corrección de Estilo").

### Era digital
Desde la aparición del mundo digital, los textos escritos se multiplicaron exponencialmente y, a la vez, perdieron su "aura", dando lugar a la fugacidad (textos escritos, publicados y leídos en un instante, y olvidados en el siguiente), por un lado, y a la eternidad, por el otro (todo queda grabado en las profundidades de la web). Los periódicos y libros impresos perdieron mucho mercado, y ante la crítica situación económica de las industrias de medios tradicionales y editorial, los correctores fueron una de las principales variables de ajuste. Al mismo tiempo, un nuevo nicho de trabajo surgió: Internet y las impresiones digitales facilitaron la autopublicación, e infinidad de nuevos autores comenzaron a publicar por su cuenta, por fuera de las grandes editoriales, lo que puso por primera vez en contacto a autores y correctores sin la intermediación de las editoriales.[cita requerida]
Además, en la tarea específica del corrector, se reemplazaron los originales impresos y las clásicas marcas de corrección, por un trabajo plenamente informatizado, realizado con el "Control de cambios" del Word u otros procesadores de textos, o directamente en PDF, InCopy, InDesign y otras herramientas de diseño de textos. Al mismo tiempo, su lugar en redacciones y editoriales quedó reducido al mínimo, privilegiando la modalidad de contratación "freelance" y el home office, es decir, el trabajo de oficina en casa.[cita requerida]

## Congresos
En el mes de septiembre de 2011 se celebró en Buenos Aires el Primer Congreso Internacional de Correctores de Textos en Español (CICTE). En el comunicado final emitido por las entidades organizadoras ―Fundación Litterae (de Argentina), UniCo (de España), PEAC (de México) y ASCOT (de Perú)― se definió al corrector como «un profesional de la edición y del lenguaje cuyo objetivo es que el lector reciba con claridad y sin errores el mensaje del autor, independientemente del soporte». Asimismo, se sentaron las bases para nuevas y conjuntas acciones que beneficien a estos profesionales, entre ellas: promover la figura del profesional de la corrección de textos en español y estimular el desarrollo asociativo entre profesionales afines de otros países.
Desde entonces, se crearon nuevas asociaciones y se celebraron otros congresos.

### Congresos Internacionales de Correctores de Textos en Español (CICTE)
| N.º de CICTE | Año  | Sede               | Organizador                       |
| ------------ | ---- | ------------------ | --------------------------------- |
| 1º           | 2011 | Buenos Aires (Arg) | Litterae, UniCo, PEAC, ASCOT PERÚ |
| 2º           | 2012 | Guadalajara (Méx)  | PEAC                              |
| 3º           | 2014 | Madrid (Esp)       | UniCo                             |
| 4º           | 2016 | Lima (Per)         | ASCOT PERÚ                        |
| 5º           | 2018 | Colonia (Uru)      | AUCE y PLECA                      |
| 6º           | 2021 | Bogotá (Col)       | Correcta                          |
| 7º           | 2024 | Quito (Ecu)        | Acorte y UASB                     |

## Asociaciones
- UniCo: Unión de Correctores de España (UniCo)
- ASCOT: Asociación de Correctores de Textos del Perú (ASCOT)
- PEAC: Profesionales de la Edición de México (PEAC)
- Correcta: Asociación Colombiana de Correctores de Estilo (Correcta)
- PLECA: Profesionales de la Lengua Española Correcta de la Argentina (PLECA)
- AUCE: Asociación Uruguaya de Correctores de Estilo (AUCE)
- SEA: Spanish Editors Association (Estados Unidos)
- Acorte: Asociación de Correctores de Textos del Ecuador (Acorte)

## Día Internacional del Corrector de Textos
Instaurado por primera ocasión en el año 2006 por la Fundación Litterae de Argentina, el Día Internacional de la Corrección o Día Internacional del Corrector de Textos se celebra el 27 de octubre en todos los países de habla hispana que cuentan con una asociación de profesionales de la corrección. La fecha se eligió por coincidir con el natalicio del pensador humanista Erasmo de Róterdam, reconocido por su dedicación en las labores editoriales.

## En otros idiomas
En Estados Unidos y Canadá, un editor que hace este trabajo se llama copy editor (corrector de originales). En una organización editora, el corrector de más alto rango o el que supervisa a un grupo de correctores se conoce como copy chief (jefe de ediciones), copy desk chief (jefe de correctores de originales) o news editor (corrector de noticias).[cita requerida]
En el Reino Unido y en otros países que siguen la nomenclatura británica, el término copy editor se usa exclusivamente en el ámbito de la publicación de libros. En cambio, en diarios y revistas se utiliza sub-editor (o subeditor), comúnmente apocopado sub.
También se usa el verbo sub, en reemplazo de subedit. El subeditor principal se llama chief sub-editor (subeditor en jefe).
Como sugiere el prefijo sub, los correctores de copias tienen menos autoridad que los editors (correctores comunes). Véase el artículo copy editing, en la Wikipedia en inglés.